# Żytkowice
Żytkowice – stacja kolejowa w Brzustowie, w woj. mazowieckim, w Polsce. Według klasyfikacji PKP ma kategorię dworca lokalnego. W pobliżu znajdują się Zakłady Silikatowe Żytkowice SA oraz Zakład Karny Żytkowice.
Budynek dworca został wybudowany w latach 60. XX w.
W styczniu 2024 zakończył się remont budynku dworcowego – m.in. zainstalowano nowe wyposażenie poczekalni, monitoring, gabloty z rozkładem jazdy oraz uporządkowano otoczenie stacji.

## Ruch pasażerski
| Rok  | Wymiana pasażerska na dobę |
| ---- | -------------------------- |
| 2017 | 50-99                      |
| 2022 | 50-99                      |